# Agalega
Agalega (francès: Illes Agalega) són dues illes exteriors de Maurici situades a l'oceà Índic, a uns 1.000 quilòmetres al nord de l'illa de Maurici. La població de les illes al juliol de 2011 s'estimava en 300 habitants. Les illes tenen una superfície total de 2.600 hectàrees, l'illa del Nord és de 12,5 km de longitud i 1,5 km d'ample i l'illa del Sud 7 km de llarg i 4,5 km d'ample. L'Illa del Nord és la seu de la pista d'aterratge de les illes i la capital Vingt Cinq. Les illes són conegudes pels seus cocoters, la producció n'és la seva principal indústria, i pel Agalega day gecko (Phelsuma borbonica agalegae).